# Bonarcado
Bonarcado ist eine italienische Gemeinde mit 1533 Einwohnern (Stand 31. Dezember 2023) in der Provinz Oristano auf Sardinien. Sie liegt südöstlich des Monte Ferru, unweit des Naturschutzgebietes Monteferru-Sinis.

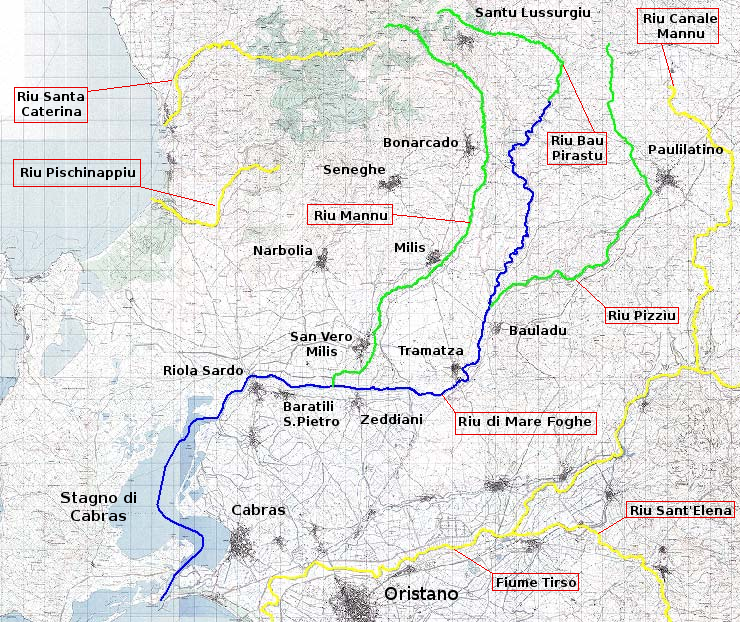
Karte mit dem Riu di Mare Foghe, der im Ort einen Wasserfall bildet

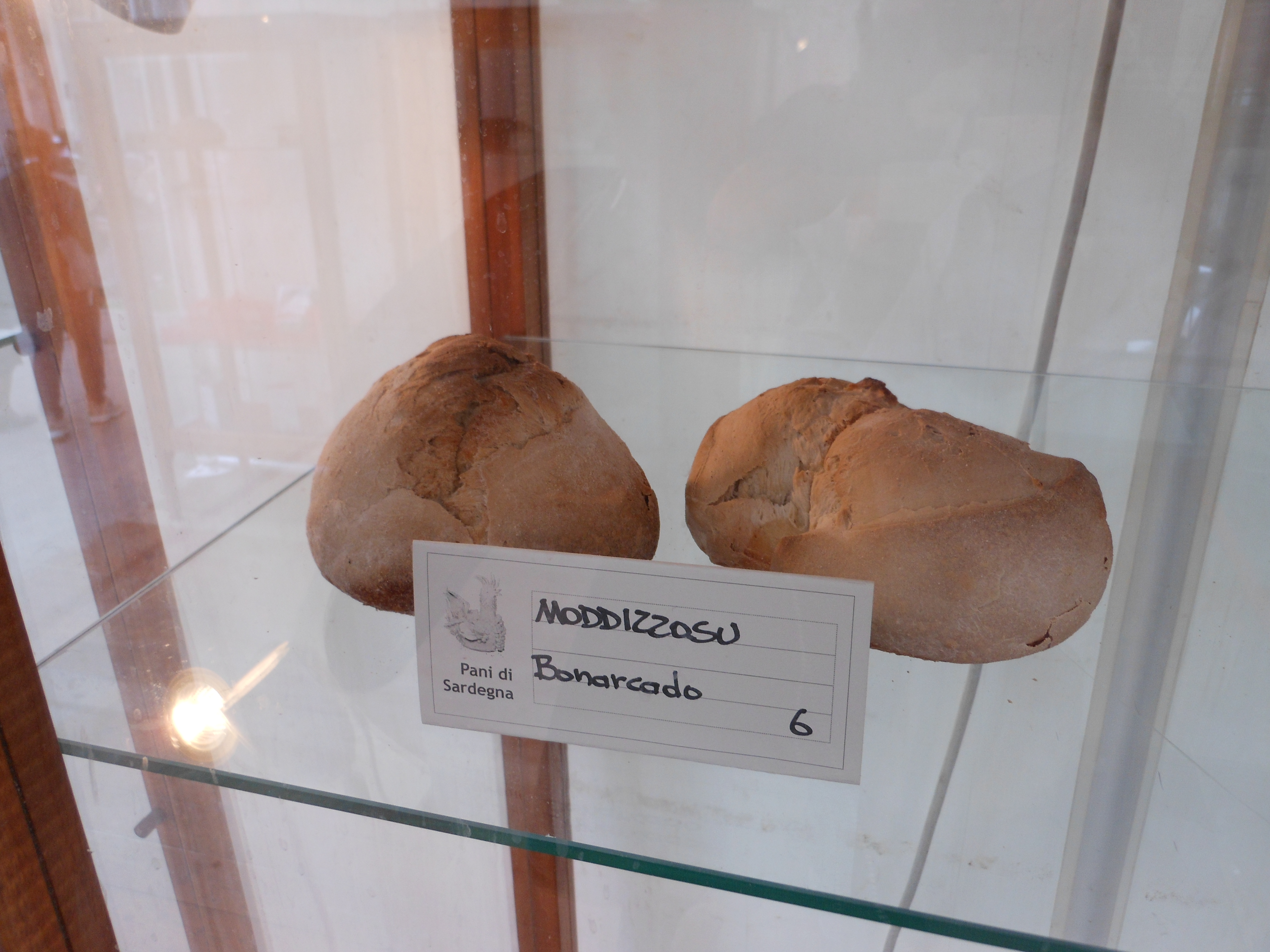
Moddizzosu – typische Brote aus Bonarcado

Am nördlichen Ortsausgang auf einem kleinen, von Pilgerhütten (Muristènes) umsäumten Platz, steht die Kirche Condaghe di Santa Maria, einst eine der bedeutendsten Kirchen des Judikats Arborea. Wie die berühmtere Santa Maria del Regno in Ardara ist sie vollkommen in dunklem Basalt und Trachyt gehalten. Aus der frühen toskanisch-lombardischen Bauphase (1146/47 geweiht) stammen die von der Kathedrale von Santa Giusta beeinflusste dreibogige Fassade mit dem später eingefügten Oktogonfenster, sowie die Südmauer bis zum mittig seitlich angesetzten Campanile und dessen unterer Teil.
Richter Comita vom Judikat Arborea lud seine Amtskollegen im Jahre 1146 zur Konferenz von Bonarcado ein, um eine Kontroverse beizulegen.

Bonarcado in der Provinz Oristano

Zwischen 1242 und 1268 erfolgte die Erweiterung um den dreischiffigen Anbau vom Campanile bis zu der heutigen hohen Apsis durch arabische Bauleute, die hier erstmals auf Sardinien agierten (Mudéjarstil mit Nasenbögen und gewellten Lisenen etc.). Im 19. Jahrhundert wurde die Kirche (Nordseite, Turmoberteil mit Barockzwiebel, Tonnengewölbe im Innern) nochmals stark verändert.
Gleich hinter der Apsis liegt das winzige Santuario della Madonna di Bonacattu, eine bedeutende Wallfahrtsstätte. Der ursprüngliche byzantinische Zentralbau (vermutlich aus dem 7. Jahrhundert) wurde gleichzeitig mit Santa Maria im Mudéjarstil verändert. An der Fassade finden sich Nasenbögen, die zusammen einen maurischen Stalaktitenbogen bilden, und Majolikamedaillons, darunter einige seltene Originale des 13. Jahrhunderts (blaues Blumenmuster und Pünktchenrand auf hellem Grund).